# Municipio de Garborg
El municipio de Garborg (en inglés: Garborg Township) es un municipio ubicado en el condado de Richland en el estado estadounidense de Dakota del Norte. En el año 2010 tenía una población de 96 habitantes y una densidad poblacional de 1,03 personas por km².

## Geografía
El municipio de Garborg se encuentra ubicado en las coordenadas 46°24′46″N 97°5′33″O / 46.41278, -97.09250. Según la Oficina del Censo de los Estados Unidos, el municipio tiene una superficie total de 93.36 km², de la cual 93,36 km² corresponden a tierra firme y (0 %) 0 km² es agua.

## Demografía
Según el censo de 2010, había 96 personas residiendo en el municipio de Garborg. La densidad de población era de 1,03 hab./km². De los 96 habitantes, el municipio de Garborg estaba compuesto por el 100 % blancos. Del total de la población el 0 % eran hispanos o latinos de cualquier raza.